# Podglądacz
Podglądacz (tytuł oryg. Peeping Tom; w języku angielskim określenie „peeping Tom” oznacza voyeuryzm, podglądactwo) – brytyjski film fabularny z 1960 roku, hybryda thrillera, horroru i kryminału.
Światowa premiera filmu odbyła się 7 kwietnia 1960 r. w Londynie.
Podglądacz współcześnie jest uznawany za film kultowy, między innymi przez wzgląd na swoją psychologiczną złożoność. Przyczynił się także do powstania podgatunku slasher.

## Zarys fabularny
Mark Lewis, asystent operatora w wytwórni filmowej i autor zdjęć pornograficznych, jest w istocie wyrafinowanym zabójcą. Nie mogąc zapomnieć o traumatycznym dzieciństwie, morduje modelki, które pozują mu przed kamerą; ta zaś rejestruje ich śmierć.

## Obsada
- Carl Boehm − Mark Lewis
- Moira Shearer − Vivian
- Anna Massey − Helen Stephens
- Maxine Audley − pani Stephens
- Brenda Bruce − Dora
- Miles Malleson − klient-gentleman
- Esmond Knight − Arthur Baden
- Martin Miller − dr. Rosan
- Michael Goodliffe − Don Jarvis
- Michael Powell − A.N. Lewis, ojciec Marka (poza czołówką)

## Przyjęcie filmu
Podglądacz spotkał się z negatywnymi reakcjami krytyków filmowych, którzy to uznali go za projekt zbyt szokujący. Film nie był też nominowany do żadnych nagród. Nad wyraz brutalny, jak na lata 60. XX wieku, film zniweczył karierę reżyserską Michaela Powella.